# Sterculia kingii
Sterculia kingii är en malvaväxtart som beskrevs av David Prain. Sterculia kingii ingår i släktet Sterculia och familjen malvaväxter. Inga underarter finns listade i Catalogue of Life.